# Петренко, Валерий Петрович
Валерий Петрович Петренко (19 декабря 1943 — 9 сентября 1991) — советский археолог, старший научный сотрудник Ленинградского отделения Института археологии (с 1991 — Института истории материальной культуры) АН СССР. Автор многих археологических открытий и нескольких разработок принципиально новых тем в археологии. Участник всесоюзных и международных конференций и симпозиумов.

## Биография
Родился в городе Новая Ладога Ленинградской области. После демобилизации отца семья переехала в Ригу. Здесь в 16 лет В. П. Петренко начал трудовую деятельность слесарем на РЭМЗ.
В 1969 г. окончил исторический факультет Ленинградского университета (ныне Санкт-Петербургский) с дипломом археолога. В формировании В. П. Петренко как специалиста важную роль сыграло общение с рядом выдающихся отечественных исследователей тех лет — М. И. Артамоновым, П. Н. Третьяковым, М. П. Грязновым, П. И. Борисковским, а также участие в работе славяно-варяжского семинара, руководимого тогда Л. С. Клейном.
По окончании университета В. П. Петренко работал в Эстонском Республиканском реставрационном управлении, а затем в Староладожском музее (с.Старая Ладога Ленинградской обл.). С 1972 г. он — старший лаборант экспедиций ЛОИА АН СССР, а с 1979 г. — сотрудник сектора славяно-финской археологии Ленинградского отделения Института археологии.
С 1980 г. В. П. Петренко руководил Ивангородской экспедицией ЛОИА, проводившей изучение на территории Ивангородской крепости (Ленинградская обл.), где был открыт квартал с сохранившейся многоярусной деревянной и каменной застройкой.
С 1984 г. Курземская экспедиция ЛОИА под руководством В. П. Петренко совместно с Институтом истории Латвии исследовала комплекс памятников в районе г. Гробиня (Лиепайский р-н Латвии).
Им опубликовано более 50 статей и докладов.

## Научные работы и публикации
1. О бронзовых «фигурках викингов» // Исторические связи Скандинавии и России в IX—XX вв. Л., 1970. С. 253—261.
2. Памятники скандинавского происхождения в западной части Курземского полуострова VII—IX вв. // V Всесоюз. конф. по изучению скандинавских стран и Финляндии. Ч. I. М., 1971. С. 8-11 (Тезисы докладов).
3. Проблемы музеефикации Старой Ладоги // Проблемы комплексного изучения Северо-Запада РСФСР. Л., 1972. С. 12-13.
4. Тиверский городок: К вопросу изучения древностей Русской Карелии // КСИА. 1974. Вып. 139. С. 106—113 (совместно с А. Н. Кирпичниковым).
5. Рец.: Очерки по типологии и хронологии памятников материальной и духовной культуры Латвии (Сб. статей) // СА. 1976. № 4. С. 218—224.
6. Новые находки скандинавского происхождения из Старой Ладоги // VII Всесоюз. конф. по изучению скандинавских .стран и Финляндии. Ч. I. М.; Л., 1976. С. 125—127 (Тезисы докладов).
7. Раскопки сопки в урочище Победище близ Старой Ладоги // КСИА. 1977. Вып. 150. С. 55-62.
8. Младшерунические надписи (Описание памятника № 144) // Е. А. Мельникова. Скандинавские рунические надписи. М., 1977. С. 162—169.
9. Топография Староладожского поселения // Древние города: МВК. Л., 1977. С. 73-74.
10. Nya fynd med rynor från Camla Ladoga // Viking. Oslo, 1978. P. 78-84 (совместно с Ю. К. Кузьменко).
11. Рец.: Stubavs А. Kentes pilskalns un apmetne. Rigā, 1976 // CA. 1979. № 4. С. 306—309.
12. Рец.: Urlans V. Sēnakie deportivi a Latvijā. Rigā, 1977//CA. 1980. № 1. С. 327—330.
13. Некоторые сведения о сопках Северного Поволховья // Проблемы истории и культуры Северо-Запада РСФСР. Л., 1977. С. 85-90 (совместно с М. Б. Гогачевым).
14. Финно-угорские элементы в культуре средневековой Ладоги // Вопросы финно-угроведения: ТД XVI ВКФУ. Сыктывкар, 1979. С. 46.
15. Сопка у с. Михаила-Архангела в Юго-Восточном Приладожье по раскопкам Н. Е. Бранденбурга в 1886 г. // КСИА. 1980. Вып. 160. С. 69-76.
16. Рец.: Mugurevics E. Olinkalna un Lokstenes pilsnovodi (3-15 gs. arheologiske pieminekli). Rigā, 1977.
17. Городище на р. Лаве // КСИА. 1982. Вып. 171. С. 71-75.
18. Планировка и постройки Ладоги X в. // Проблемы изучения древнего домостроительства в VIII—XIV вв. в Северно-Западной части СССР. Рига, 1983. С. 32-36 (Тезисы докладов).
19. Финно-угорские элементы в культуре средневековой Ладоги // Новое в археологии СССР и Финляндии. Л., 1984. С. 83-90.
20. Раскоп на Варяжской улице // Средневековая Ладога. Л., 1985. С. 81-116.
21. Классификация сопок Северного Поволховья // Средневековая Ладога. Л., 1985. С. 123—146.
22. Любшанское городище и средневековые поселения Северного Поволховья // Средневековая Ладога. Л., 1985. С. 181—191.
23. Клад русских монет первой четверти XVI в. из Ивангорода // Новое в археологии Северо-Запада СССР. Л., 1985. С. 128—130 (совместно с В. А. Калининым).
24. Новые данные об Ивангороде // Новое в археологии Северо-Запада СССР. Л., 1985. С. 104—109.
25. Ладога X в. и проблемы сложения средневекового города // V Междунар. конгресс славянской археологии. М., 1985. С. 65-66 (Тезисы докладов).
26. Некоторые итоги изучения сопок Северного Поволховья // Новое в археологии СССР и Финляндии. Л., 1985. С. 23-28.
27. Некоторые итоги изучения средневековой Ладоги // Новое в археологии СССР и Финляндии. Л., 1985. С. 48-81 (совместно с А. Н. Кирпичниковым и Е. А. Рябининым).
28. Новые данные о балто-скандинавских отношениях по материалам могильников г. Гробиня // Проблемы этнической истории балтов. Рига, 1985. С. 86-89 (совместно с И. А. Озере).
29. Сопки Северного Поволховья в плане балтских и финно-угорских параллелей // Проблемы этнической истории балтов. Рига, 1985. С. 83-85.
30. Раскопки в Гробине // МОНС ИИ АН ЛатвССР. Археология. 1984—1985. Рига, 1986. С. 30-34 (на латыш, яз.) (совместно с Я. Асарисом и И. Озере).
31. Об одном типе средневековых печей Поволховья // КСИА. 1986. Вып. 187. С. 8-16 (совместно с Е. Н. Носовым).
32. Das frümittelalterliche Ladoga im Lichte der neuesten Forschungen // Das Altertum. 1987. B. 33. H. 1. S. 56-61 (совместно с А. Н. Кирпичниковым и Е. А. Рябининым).
33. Раскопки скандинавского могильника в г. Гробине // МОНС ИИ АН ЛатвССР. 1986—1987. Археология. Рига, 1988 (на латыш. яз.).
34. Раскопки куршского грунтового могильника Приедиенс // МОНС ИИ АН ЛатвССР. 1986—1987. Археология. Рига, 1988. С. 109—112 (на латыш, яз.) (совместно с И. А. Озере).
35. Раскопки в Юго-Западной Латвии // Новое в методике археологических работ на новостройках M., 1989.
36. Неолитическое местонахождение Венкуль в низовьях р. Нарова // Нарва, Ивангород, Принаровье: воздействие культур. История и археология. ТД НК. Нарва, 1989. С. 4-7 (совместно с Э. Ф. Эфендиевым и В. И. Тимофеевым).
37. Ивангородская керамика конца XV—XVI в. // Нарва, Ивангород, Принаровье: воздействие культур. История и археология. ТД НК. Нарва, 1989. С. 37-40 (совместно с В. И. Кильдюшевским).
38. Археологическое изучение Ивангорода // Нарва, Ивангород, Принаровье: воздействие культур. История и археология. ТД НК. Нарва, 1989. С. 41-44.
39. Путь по р. Нарове и раннесредневековое судостроение па Северо-Западе Руси // Нарва, Ивангород, Принаровье: воздействие культур. История и археология. ТД НК. Нарва, 1989. С. 44-46.
40. Куршско-скандинавские могильники Гробиняс-Приедиенс в Юго-Западной Латвии // XI Всесоюз. конф. по изучению истории, экономики, литературы и языка скандинавских стран и Финляндии Ч. I. М., 1989. С. 163—164 (Тезисы докладов).
41. Каменная стела с изображениями из Гробини // XI Всесоюз. конф. по изучению истории, экономики, литературы и языка скандинавских стран и Финляндии. Ч. I. М., 1989. С. 165—166.
42. Изучение Ивангорода в 1980—1988 гг. // Новое в методике археологических работ на новостройках РСФСР. М., 1989. С. 78-80.
43. Новые данные о комплексе памятников в районе г. Гробиня // Взаимодействие культур в бассейне Балтийского моря. Советско-датский симпозиум. Л., 1989. С. 48-50 (Тезисы докладов).
44. Печи и очаги по раскопкам Ивангорода // Города Верхней Руси. Истоки и становление. Торопец, 1990. С. 80-89 (Материалы НК).
45. Могильники Гробиняс-Аткални и Гробиняс-Приедиенс I // MOHC ИИ АН ЛатвССР. Археология. 1988—1989. Рига, 1990. С. 125—126. (на латыш, яз.) (совместно с И. А. Вирсе (Озере)).
46. Раскопки в г. Гробиня // МОНС ИИ АН Латв ССР. Археология. 1988—1989. Рига, 1990. С. 120—125.
47. Die Hügelgräberfelder von Grobin (UdSSR) // Das Altertum, В., 1990.
48. Assemblage of archaeological monuments at Grobina in the light of recent invesligations // Die Kontakte zwischen Ostbaltikum und Skandinavien im frühen Mittelalter. Riga, 1990. P. 41-43.
49. A Picture Stone from Grobin (Latvia) // Fornvännen 86 (1991). P. 1-8.
50. Исследование Ивангорода // КСИА. 1991. Вып. 205. С. 61-71.
51. Званская сопка // КСИА. 1991. Вып. 205. С. 83-92.
52. Исследование могильников Гробиняс Приедиенс в Западной Латвии // КСИА. 1993. Вып. 208. С. 95-103. ISBN 5-02-010100-1 (совместно с И. А. Вирсе (Озере)).

Кроме перечисленных работ В. П. Петренко регулярно публиковался в сборниках «Археологические открытия» 1970—1986 гг.